# Lonely Tears In Chinatown
Lonely Tears In Chinatown (Lágrimas solitarias en el barrio chino) es un tema perteneciente al cuarto álbum de Modern Talking In the Middle of Nowhere, compuesto, arreglado y producido por Dieter Bohlen y que fue publicado como sencillo solamente en España y Filipinas. La canción obtuvo un puesto 9 en la lista de éxitos de España.

## Sencillos
7" Single Hansa 108 838	año 1987
1. 	Lonely Tears In Chinatown (3:49)
2. 	Give Me Peace On Earth (4:11)
12" Single Hansa 608 838	año 1987
1. 	Lonely Tears In Chinatown (3:49)
2. 	Give Me Peace On Earth (4:11)
- Datos: Q3495524